# Elecciones parlamentarias de Ucrania de 2002
Las elecciones parlamentarias se celebraron en Ucrania el 31 de marzo de 2002. El Bloque Nuestra Ucrania-Autodefensa Popular (BNU-NS) terminó como la coalición más votada para la Rada Suprema, ganando 113 de los 450 asientos.
La Organización para la Seguridad y la Cooperación en Europa (OSCE) notó en el tiempo de campaña había agresiones físicas y hostigamiento de candidatos y trabajadores de campaña asociados con los partidos políticos de oposición con anterioridad a las elecciones. El Bloque Yulia Timoshenko (BYuT) relacionó vulneraciones incluyendo "un apagón informal,' [y] cobertura negativamente sesgada". Las elecciones fueron un gran éxito para la coalición centro-derechista de tendencia europeísta, Bloque Nuestra Ucrania-Autodefensa Popular (BNU-NS) dirigida por el ex primer ministro Viktor Yuschenko. El Partido Comunista de Ucrania (KPU) a pesar de quedar en segundo lugar término perdiendo casi la mitad de sus escaños y una quinta parte de los votos obtenidos en las elecciones de 1998. Por otro lado, debido a la ley electoral mixta (la mitad de los diputados fueron elegidos en circunscripciones uninominales), el bloque Por una Ucrania Unida! (ZYU), apoyado firmemente por el presidente Leonid Kuchma, quedó como la segunda fuerza del Parlamento.
Los resultados en particular fueron los siguientes: el Bloque Nuestra Ucrania-Autodefensa Popular (BNU-NS) recibió 24.49% de los votos y 113 escaños, el Partido Comunista de Ucrania (KPU) - 20.76% de los votos y 64 escaños, el bloque Por una Ucrania Unida! (ZYU) - 12.23% de los votos y 101 escaños, el Bloque Yulia Timoshenko (BYuT) - 7.54% de los votos y 22 escaños, el Partido Socialista de Ucrania (SPU) - 7.14% de los votos y 23 escaños, y el Partido Socialdemócrata de Ucrania (Unido) (SDPU(o)) - 6.52% de los votos y 24 escaños. Esto muestra cómo la representación proporcional mixta favorecieron por mucho al bloque Por una Ucrania Unida! (ZYU) y actuaron en contra de los bloques de Yuschenko y Timoshenko. La mayor muestra del desfavorable sistema electoral fue que Por una Ucrania Unida! (ZYU) se quedó a 12 escaños de ser la fuerza más votada, aun habiendo quedado en tercer lugar y con la mitad de los votos que el Bloque Nuestra Ucrania-Autodefensa Popular (BNU-NS) y dos millones de votos menos que el Partido Comunista de Ucrania (KPU).

## Antecedentes
Ninguno de los bloques que participaron en la campaña de 1998 sobrevivió hasta 2002, y de los siete partidos que entonces superaron el umbral del 4%, sólo tres acudieron a las elecciones de forma independiente. El Partido Comunista de Ucrania (24,6% de los votos en ese momento), el Partido Verde de Ucrania (5,4%) y el Partido Socialdemócrata de Ucrania (Unido) (4,01%). De los partidos restantes, el Movimiento Popular de Ucrania (9,4%) se dividió en dos facciones, ninguna de las cuales tuvo posibilidades de ingresar al parlamento, pero ambas terminaron en el Bloque Viktor Yushchenko. El Partido Socialista de Ucrania, que cuatro años antes, en bloque con el Partido Rural de Ucrania, obtuvo el 8,5% de los votos, acudió a las elecciones de 2002 de forma independiente, y el Partido Nacional Democrático (5,01%) se convirtió en uno de los miembros más débiles del bloque Por una Ucrania Unida!: por lo tanto no podía soñar con ingresar sola al parlamento. Asociación Panucraniana 'Comunidad' (4,7%) prácticamente dejó de existir cuando Yulia Tymoshenko decidió fundar un partido Batkivshchyna, y el Partido Socialista Progresista de Ucrania (4,05%) terminó entrando al Bloque Natalia Vitrenko con un aliado diferente al de hace cuatro años, aunque igualmente marginal.
De los 68 partidos políticos que participaron en las elecciones de 2002, al menos 34 no existían en 1998 o eran organizaciones "de sofá" de las que nadie había oído hablar (no se incluye al Movimiento Popular Ucraniano, creado como resultado de una división en el Movimiento Popular de Ucrania). Los nuevos partidos más importantes incluyen tres grupos que forman parte del bloque Por una Ucrania Unida! (ZYU): el Partido de las Regiones, el Partido de los Industriales y Empresarios de Ucrania y Ucrania Laborista, que en 1998 era un bloque de dos partidos marginales (3,06% de los votos), y luego se transformó en un partido gracias a los diputados que entraron por los distritos mayoritarios (la creación de partidos políticos "de arriba hacia abajo" era bastante común en la vida política ucraniana del momento).
También merece la pena prestar atención al papel mucho más importante de los dirigentes en esta campaña electoral. Hasta tres bloques ya tenían los nombres de sus líderes en sus nombres (Viktor Yushchenko, Yulia Tymoshenko y Natalia Vitrenko), y al menos cuatro más (socialdemócratas "unidos", Manzana, "Unidad" y "Mujeres para el futuro") tuvieron una buena campaña electoral principalmente debido a la personalidad de los líderes (Viktor Medvedchuk, Mykhailo Brodsky, Oleksandr Omelchenko y Lyudmila, que no están formalmente asociados con el partido y no son candidato en las elecciones, respectivamente). Mientras tanto, en 1998, no había ningún bloque de "nombre", y solo Natalia Vitrenko apostaba por la personalidad del líder (Vyacheslav Chornovilov jugó un gran papel en la campaña electoral del Movimiento Popular de Ucrania, pero en ese caso el programa del partido vino primero antes que la personalidad del líder).

## Sistema electoral
Según la ley actual, 225 miembros de la Rada Suprema (el parlamento de Ucrania) son elegidos mediante representación proporcional de lista cerrada de partidos a nivel nacional con un umbral electoral del 4% y los otros 225 escaños son elegidos en distritos electorales con un sistema electoral de mayoría absoluta en una vuelta (candidato con el total de votos más alto gana). En las elecciones participan 21 partidos en la lista nacional de partidos.

## Encuestas de opinión pública
| Pollster                                                                          | BNU-NS | KPU    | ZYU    | SDPU(o) | BYuT   | SPU      | BNV  | PZU      | Zh/M   | KOP      | PVD      |
| --------------------------------------------------------------------------------- | ------ | ------ | ------ | ------- | ------ | -------- | ---- | -------- | ------ | -------- | -------- |
| All-Ukrainian Social Service (3/31/2002)                                          | 22%    | 20%    | 14%    | 8%      | 6%     | 5%       | 3.5% |          |        |          |          |
| Razumkov Centre (3/29/2002)                                                       | 26-28% | 18-19% | 7-8%   | 9-10%   | 7-8%   | 3.5-4.5% | 4-5% | 4.5-5.5% | 4-5%   | 2.5-3.5% | 2.5-3%   |
| Politic's Institute (3/29/2002)                                                   | 29-32% | 19-21% | 6-8%   | 7-9%    | 4-5%   | 4-5%     |      | 5-6%     | 4-5%   |          |          |
| Ukrainian Institute of Social Research and Center "Social Monitoring" (3/27/2002) | 23-25% | 17-19% | 11-13% | 10-12%  | 5.5-7% | 3.5-4.5% | 3-4% | 4-5.5%   | 4-5.5% | 2.5-4%   | 2.5-3.5% |
| Center SOCIS (3/27/2002)                                                          | 31-33% | 17-19% | 5-6%   | 7-8%    | 3-4%   | 2-3%     | 2-3% | 5-6%     | 4-5%   |          |          |

## Incidentes
El 29 de marzo de 2002, el Bloque de Yulia Tymoshenko ganó un proceso por difamación contra el presidente de la Administración Tributaria de Ucrania, Mykola Azarov. El Tribunal de Distrito de Shevchenkivsky de la ciudad de Kiev prohibió a la Administración Tributaria de Ucrania difundir mentiras contra el bloque electoral de la oposición.
A última hora de la noche del 29 de marzo de 2002, el vicegobernador del Óblast de Ivano-Frankivsk, Mykola Shkrivelyak, resultó mortalmente herido. Shkrablyak era miembro del Partido Socialdemócrata de Ucrania (unido) y era candidato parlamentario en el distrito electoral 90. Murió más tarde en un hospital local.

## Resultados
Los resultados finales de las elecciones acabaron difiriendo mucho de las encuestas. Las elecciones parlamentarias de 2002 fueron las primeras que redujeron sustancialmente la fragmentación de la Verjovna Rada y sentaron las bases para la consolidación del sistema de partidos políticos en el parlamento.
El Bloque Nuestra Ucrania-Autodefensa Popular (BNU-NS) del Viktor Yushchenko obtuvo la mayor parte de su apoyo en las regiones occidentales y centrales de Ucrania, incluida la ciudad de Kiev. El Partido Comunista de Ucrania (KPU) recibió la mayoría de sus votos de las regiones del este y del sur, así como de Crimea. El bloque Por una Ucrania Unida! (ZYU), que incluía al Partido de las Regiones de Víktor Yanukovich, obtuvo la mayoría de sus votos de las regiones orientales de Ucrania. El Óblast de Donetsk fue el bastión del bloque, donde recibió más del doble de votos (36,83%) en comparación con la siguiente región con mayor apoyo: el Óblast de Sumy con el 17,05% de los votantes de la región. El principal apoyo del Bloque Yulia Timoshenko (BYuT) provino predominantemente de las regiones occidentales, mientras que los socialistas obtuvieron mayor apoyo en las regiones centrales. Si bien el Bloque Yulia Timoshenko (BYuT) recibió más votos a nivel nacional en comparación con el Partido Socialista de Ucrania (SPU), no obtuvo una pluralidad en ninguna de las regiones, mientras que el Partido Socialista logró asegurar la pluralidad de votos en el Óblast de Poltava con un 22,05%.
|  | 24.49 % |

|  | 13.73 % |

|  | 20.76 % |

|  | 9.43 % |

|  | 12.23 % |

|  | 15.68 % |

|  | 7.54 % |

|  | 0.05 % |

|  | 7.14 % |

|  | 3.56 % |

|  | 6.52 % |

|  | 2.30 % |

|  | 3.35 % |

|  | 1.24 % |

|  | 2.20 % |

|  | 0.11 % |

|  | 2.10 % |

|  | 1.45 % |

|  | 0.26 % |

|  | 1.36 % |

|  | 0.16 % |

|  | 1.20 % |

|  | 1.27 % |

|  | 1.13 % |

|  | 2.07 % |

|  | 0.91 % |

|  | 1.31 % |

|  | 0.81 % |

|  | 0.05 % |

|  | 0.77 % |

|  | 0.12 % |

|  | 0.45 % |

|  | 0.43 % |

|  | 0.71 % |

|  | 0.39 % |

|  | 0.36 % |

|  | 0.37 % |

|  | 0.19 % |

|  | 0.36 % |

|  | 0.18 % |

|  | 0.30 % |

|  | 0.06 % |

|  | 0.28 % |

|  | 0.17 % |

|  | 0.62 % |

|  | 0.12 % |

|  | 0.12 % |

|  | 0.16 % |

|  | 0.11 % |

|  | 0.09 % |

|  | 0.11 % |

|  | 0.27 % |

|  | 0.09 % |

|  | 0.09 % |

|  | 0.30 % |

|  | 0.05 % |

|  | 0.01 % |

|  | 0.04 % |

|  | 0.03 % |

|  | 0.21 % |

|  | 0.03 % |

|  | 0.03 % |

|  | 0.02 % |

|  | 0.02 % |

|  | 37.75 % |

|  | 2.55 % |

|  | 7.87 % |

|  | 96.63 % |

|  | 96.74 % |

|  | 3.37 % |

|  | 3.26 % |

|  | 100.00 % |

|  | 100.00 % |

|  | 69.27 % |

|  | 69.18 % |

El Bloque Viktor Yushchenko 'Nuestra Ucrania' (BVY-NU) reunió la mayoría de su soporte de regiones occidentales y centrales de Ucrania, incluyendo la ciudad de Kiev. El Partido Comunista recibió la mayoría de sus votos de regiones orientales y del sur, así como de Crimea. Por una Ucrania Unida! (ZYU), el cual incluyó el partido de Víktor Yanukóvich, Partido de las Regiones, conseguía la mayoría de sus votos de regiones orientales de Ucrania. Donetsk fue el baluarte del bloque, donde recibió más de dos veces el número de votos (36.83%) comparado a la región de apoyo más alta que le seguía: Sumy con 17.05% de los votantes de la región. El Bloque Yulia Timoshenko (BYuT) logró sus principales apoyos predominantemente de regiones occidentales, mientras los Socialistas eran más apoyados en las regiones centrales. Mientras el Bloque Yulia Timoshenko (BYuT) recibió más del voto nacional comparado con el Partido Socialista, sin embargo no logró ganar en ninguna de las regiones, mientras el Partido Socialista consiguió ganar en Poltava con 22,05%.

## Cambios de facción después de que 2002 elección
Después de la elección, muchos MPs dejados sus partidos para unir otro otros.
| Partido o Alianza | 15/05/2002 | 19/10/2002 | 02/01/2003 | 19/09/2005 |     |
| Bloque Viktor Yushchenko 'Nuestra Ucrania' (BVY-NU) | 119        | 110        | 102        | 45         | 74  |
| Partido Comunista de Ucrania (KPU) | 64         | 61         | 60         | 56         | 8   |
| Por una Ucrania Unida! (ZYU) | 175        | Disuelto   | Disuelto   | Disuelto   | 175 |
| Bloque Yulia Timoshenko (BYuT) | 23         | 20         | 18         | 40         | 17  |
| Partido Socialista de Ucrania (SPU) | 22         | 21         | 20         | 26         | 4   |
| Partido Socialdemócrata de Ucrania (Unido) (SDPU(o)) | 31         | 38         | 40         | 20         | 11  |
| Fuente: Política Virtual: Falsificación de la Democracia en el Mundo Postsoviético, Andrew Wilson, Yale University Press, 2005, ISBN 0-300-09545-7 & Ukraine on Its Meandering Path Between East and West por Andrej Lushnycky and Mykola Riabchuk, Peter Lang, 2009, ISBN 303911607X & Ukraine at the Crossroads: Velvet Revolution or Belarusification por Olexiy Haran, Universidad Nacional de Kiev-Academia Mohyla, octubre de 2002 |            |            |            |            |     |

Para octubre de 2002 el Bloque Por una Ucrania Unida! (ZYU) se había fragmentada en 8 facciones parlamentarias nuevas.